# Аржелес-Баньер
Аржеле́с-Банье́р (фр. Argelès-Bagnères, окс. Argelèrs de Banhèras) — коммуна во Франции, находится в регионе Юг — Пиренеи. Департамент — Верхние Пиренеи. Входит в состав кантона Баньер-де-Бигор. Округ коммуны — Баньер-де-Бигор.
Код INSEE коммуны — 65024.

## География

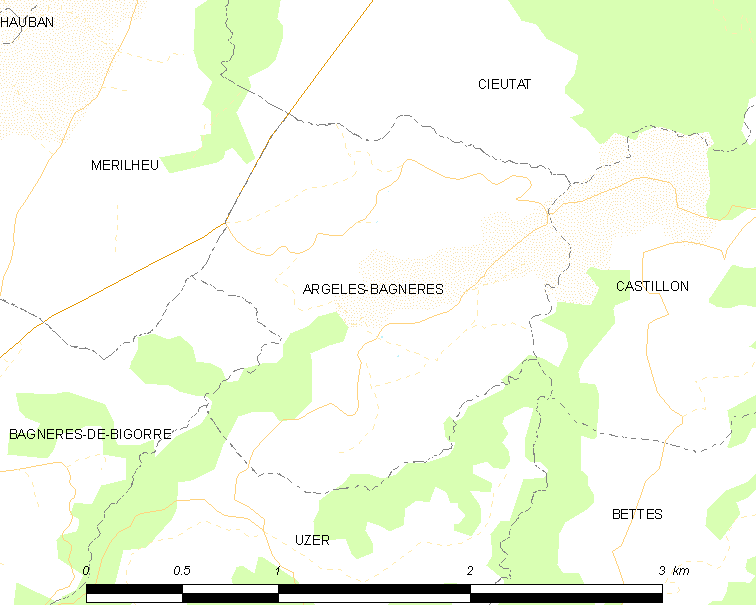
Карта коммуны

Коммуна расположена приблизительно в 670 км к югу от Парижа, в 120 км юго-западнее Тулузы, в 19 км к юго-востоку от Тарба.
По территории коммуны протекают реки Люз и Ли (фр. Lies).

## Климат
Климат умеренно-океанический с солнечной тёплой погодой и обильными осадками на протяжении практически всего года.

## Население
Население коммуны на 2010 год составляло 120 человек.
| 1962 | 1968 | 1975 | 1982 | 1990 | 1999 | 2010 |
| ---- | ---- | ---- | ---- | ---- | ---- | ---- |
| 109  | 100  | 97   | 97   | 111  | 135  | 120  |

## Администрация
| Период | Период | Фамилия     | Партия                    | Примечания |
| ------ | ------ | ----------- | ------------------------- | ---------- |
| 2001   | 2020   | Рене Журдан | Союз за народное движение |            |

## Экономика
В 2010 году среди 80 человек трудоспособного возраста (15-64 лет) 59 были экономически активными, 21 — неактивными (показатель активности — 73,8 %, в 1999 году было 76,6 %). Из 59 активных жителей работали 54 человека (27 мужчин и 27 женщин), безработных было 5 (3 мужчин и 2 женщины). Среди 21 неактивной 7 человек были учениками или студентами, 12 — пенсионерами, 2 были неактивными по другим причинам.